# Adriana Xenides
Adriana Xenides (Buenos Aires, 9 de janeiro de 1956 – 7 de junho de 2010) foi uma apresentadora de televisão australiana, argentina de nascimento.
Nascida em Buenos Aires, Argentina, filha de um pai grego e um mãe espanhola, ela se mudou para a Austrália quando criança, e tornou-se bem conhecida por seu papel como assistente na Roda da Fortuna.